# Hyalinobatrachium colymbiphyllum
Hyalinobatrachium colymbiphyllum är en groddjursart som först beskrevs av Taylor 1949.  Hyalinobatrachium colymbiphyllum ingår i släktet Hyalinobatrachium och familjen glasgrodor. IUCN kategoriserar arten globalt som akut hotad. Inga underarter finns listade i Catalogue of Life.